# Далфсен
Далфсен (нід. Dalfsen, Нідерландською: [ˈdɑl(ə)fsə(n)] ( прослухати)) — муніципалітет і місто у Нідерландах, у провінції Оверейсел.

## Населені пункти муніципалітету
Міста
- Далфсен
- Нюлесен

Села
- Анкюм
- Аудлесен
- Гонгорст
- Лемелервелд

Селища
- Далмсголте

## Топографія
Нідерландська топографічна карта муніципалітету Далфсен, червень 2015 року.

## Визначні мешканці
- Корі Гоман (нар. 1986) — нідерландська тенісистка (теніс на візках), золота медалістка Паралімпійських ігор 2008

## Галерея

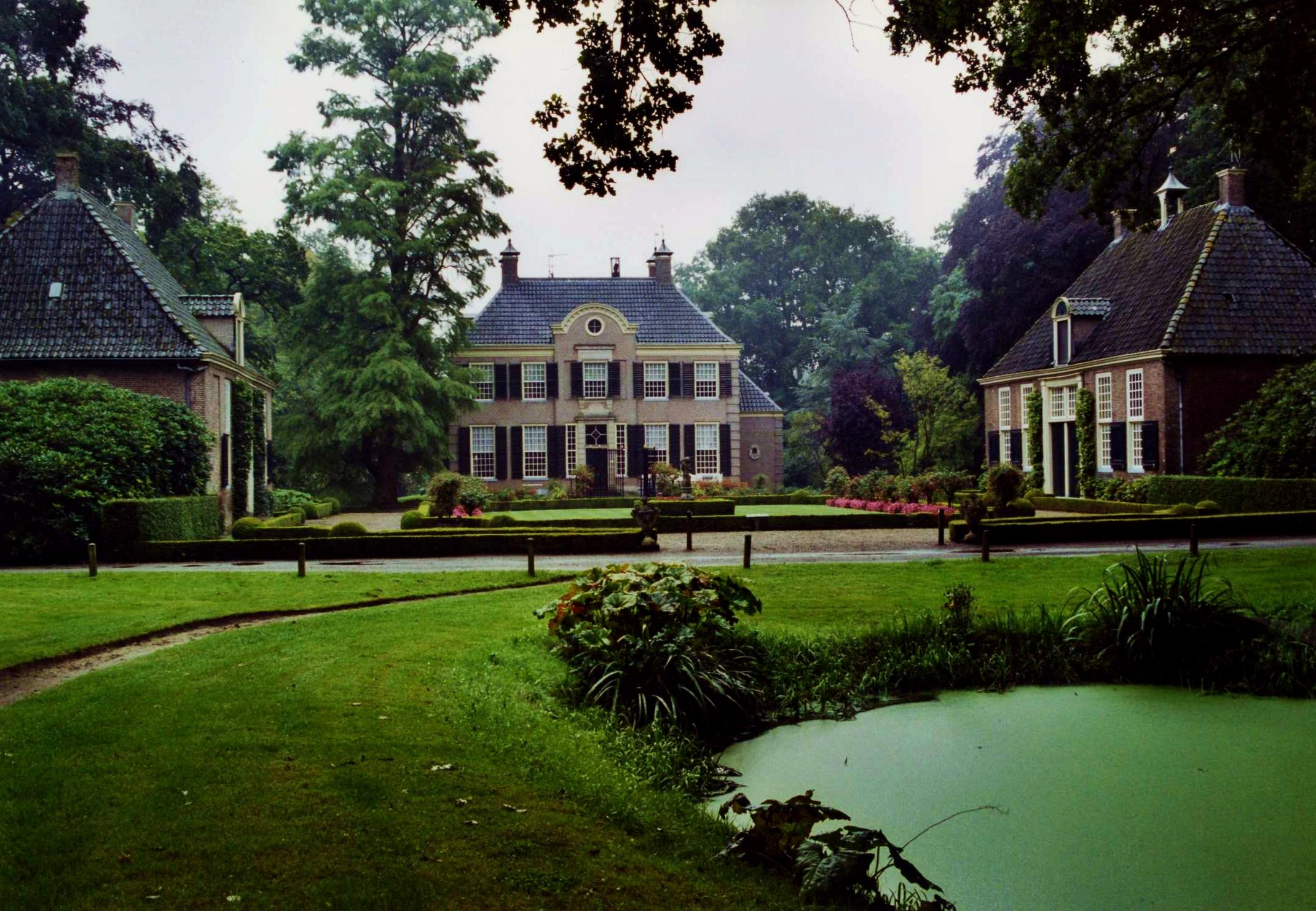
Маєток у Далфсені
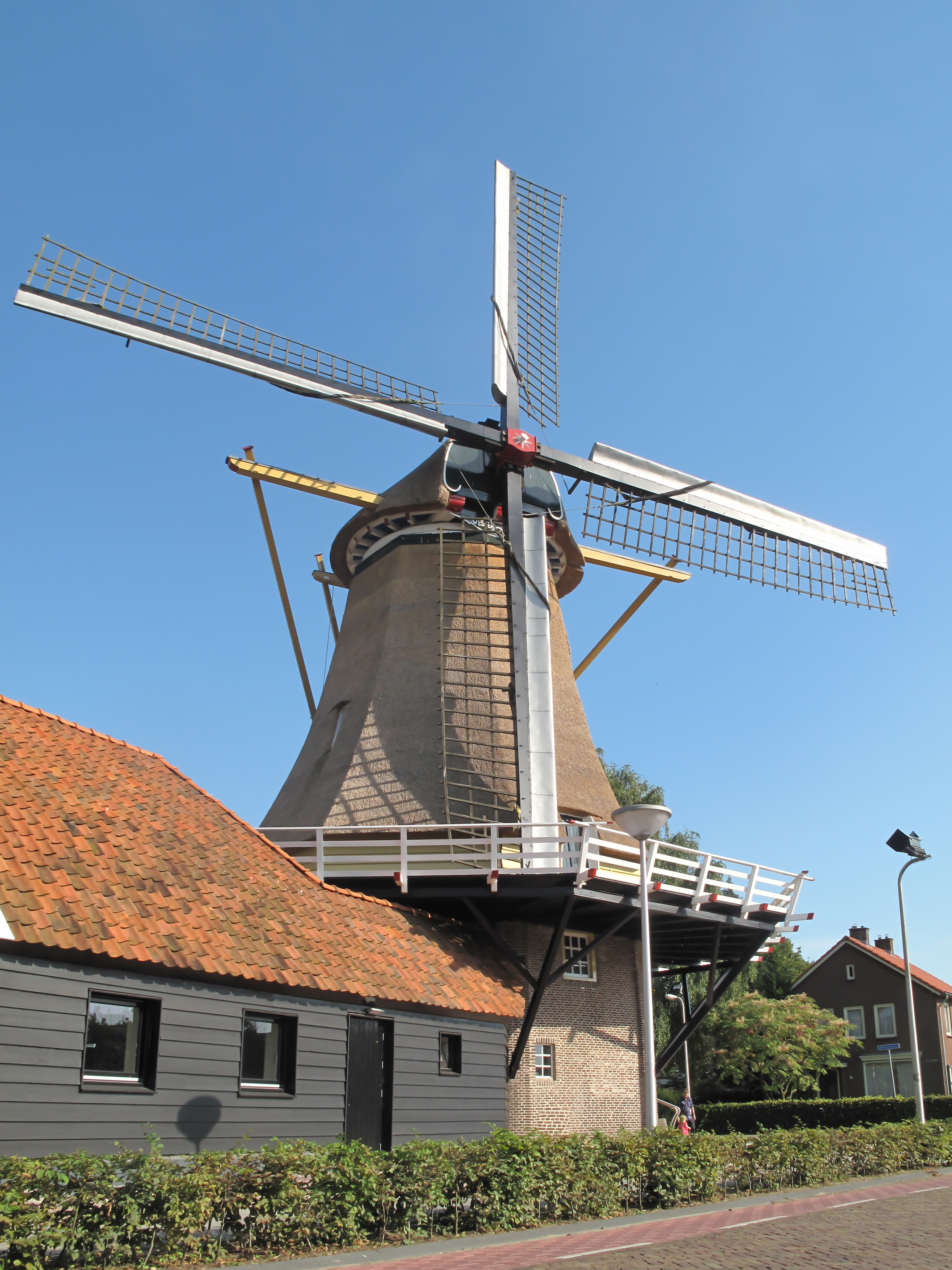
Вітряк de Westermolen у Далфсені
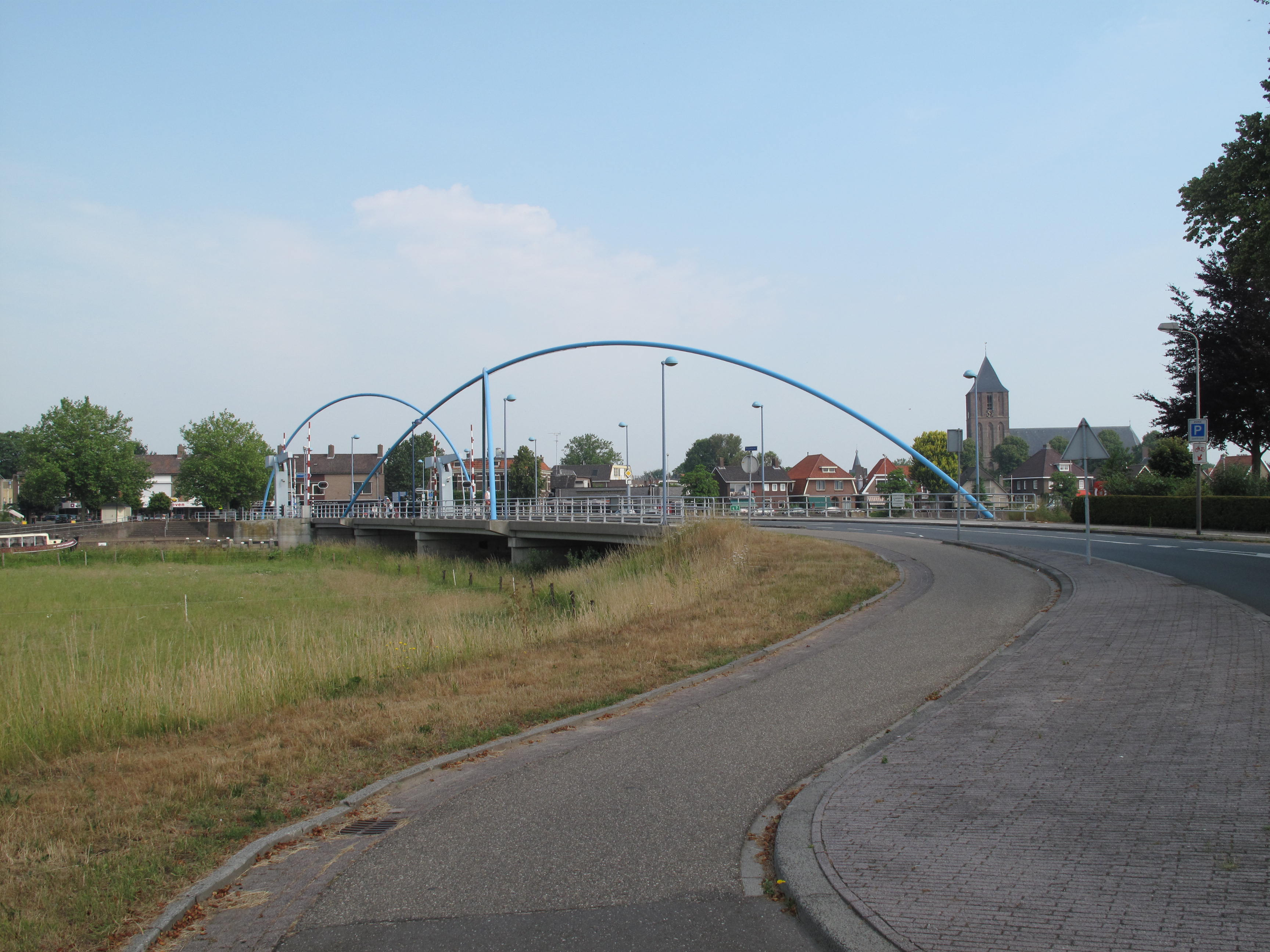
Панорама міста
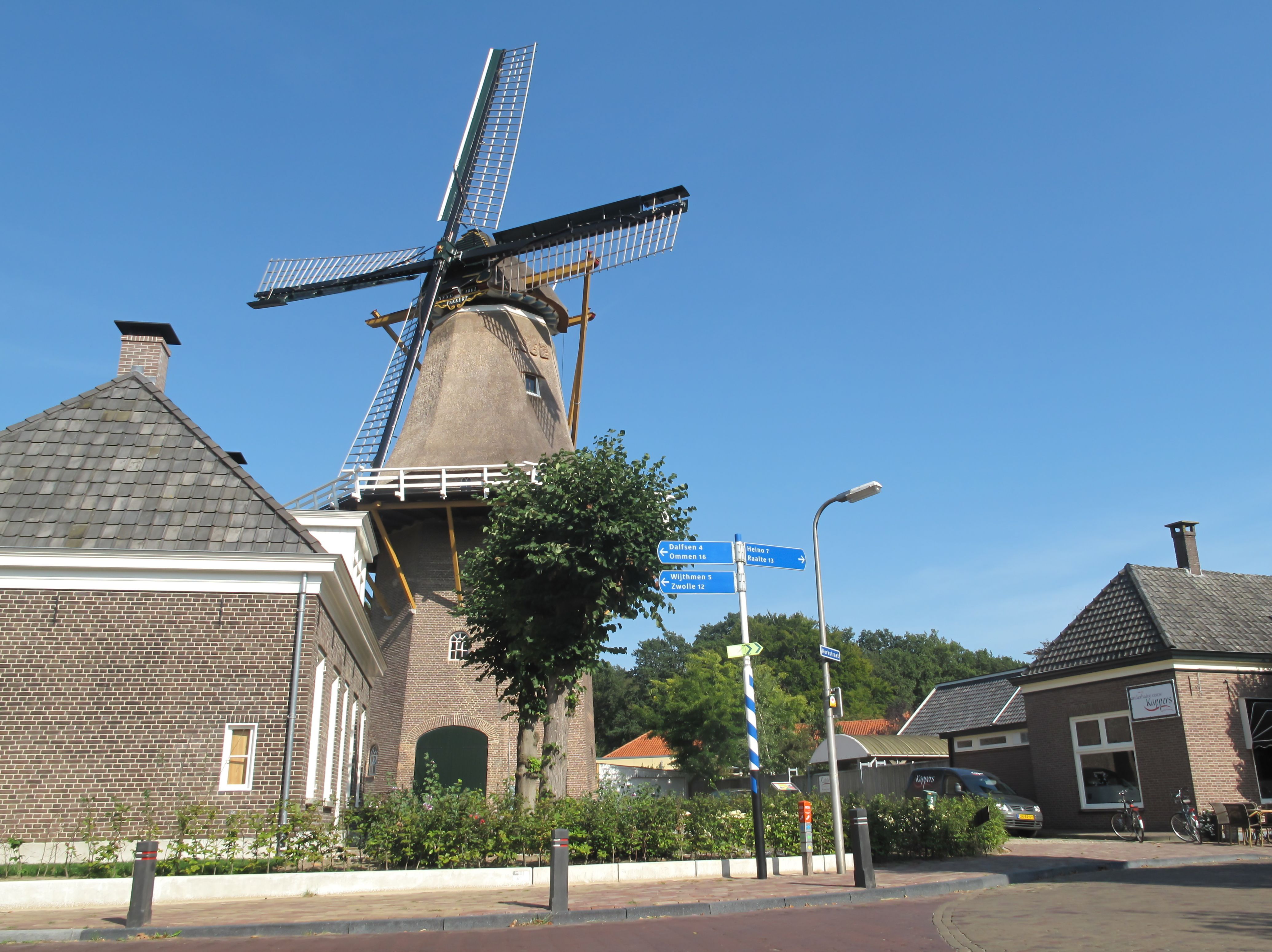
Вітряк de Fakkert у Гонгорсті